# Giản Ung
Giản Ung (chữ Hán: 简雍, ? - ?) tự Hiến Hòa, người Trác Quận, U Châu , quan viên nhà Thục Hán thời Tam Quốc.

## Sự nghiệp
Ung vốn họ Cảnh , thiếu thời quen biết Lưu Bị, đi theo ông ta từ buổi đầu dựng nghiệp. Lưu Bị đến Kinh Châu, Ung cùng My Trúc, Tôn Càn làm Tòng sự trung lang, thường làm nhiệm vụ thuyết khách, sứ giả đi lại. Lưu Bị vào Ích Châu, sai Ung đến gặp Lưu Chương. Vì Ung được Chương yêu mến, đến khi Bị vây Thành Đô, lại sai Ung thuyết phục Chương. Chương với Ung ngồi cùng một xe, ra thành quy hàng.
Lưu Bị bái Ung làm Chiêu đức tướng quân, vị trí chỉ ở dưới My Trúc. Không rõ hậu sự của ông.

## Tính cách
Ung quen thói nhàn tản, ưa thích nghị luận; tính ngạo mạn lấc cấc, ngồi trước mặt Lưu Bị cũng xoạc cẳng nghiêng ngửa, hết sức buông thả; nếu là Gia Cát Lượng chủ trì cuộc hội họp thì chiếm riêng một tháp (ghế dài), kê đầu nằm dài mà nói chuyện, không sợ gì cả.
Ung lại có tính hoạt kê. Gặp lúc đại hạn, chánh quyền cấm rượu, người nấu rượu bị xem là phạm pháp. Có kẻ chứa đồ nấu rượu trong nhà, nhiều người bàn rằng kẻ ấy phải chịu phạt như người nấu rượu. Ung cùng Lưu Bị nhàn tản ngắm cảnh, thấy một đôi nam nữ trên đường, bèn nói với Lưu Bị: "Bọn họ muốn hành dâm, sao không bắt trói?" Lưu Bị hỏi: "Khanh sao biết được?" Ung đáp rằng: "Bọn họ có dụng cụ, cũng như kẻ muốn nấu rượu kia." Lưu Bị cả cười, bèn tha cho kẻ chứa đồ nấu rượu ấy.